# Akihiro Nagashima
Akihiro Nagashima (Kobe, Japó, 9 d'abril de 1964) és un exfutbolista japonès.

## Selecció japonesa
Akihiro Nagashima va disputar 4 partits amb la selecció japonesa.